# Y Fferi Isaf
Y Fferi Isaf, en anglès Queensferry, és un poble del comtat de Sir y Fflint, a Gal·les. Limita amb el riu Dee, al costat de la frontera amb Anglaterra.
El seu nom anglès deriva dels ferris, que utilitzen aquest punt per travessar el riu Dee. L'emplaçament de Higher Ferry és, actualment, Saltney, essent Queensferry anteriorment Lower Ferry. El nom va canviar a Kingsferry amb motiu del coronament del rei Jordi IV del Regne Unit el 1820, i va passar a ser Queensferry amb motiu de la coronació de la reina Victòria el 1837.
Queensferry es troba al llarg de les carreteres B5441 i B5129, i es troba al marge de l'autovia A494. Limita amb Deeside. Queensferry és considerat com a part de Deeside, el qual dona nom a molts dels indrets de Queensferry, com ara el Deeside Leisure Centre, una instal·lació esportiva que també allotja concerts.
La ciutat no té l'habitual "cenotafi" del monument de la guerra, sinó que disposa d'un Institut Memorial. Es tracta d'un edifici blanc i negre ondulat que es troba prop de l'entrada a Asda del camí de la costa. El Jubilee Bridge, també conegut com el Blue Bridge, s'estén pel riu Dee; es tracta d'un pont llevadís de doble fulla. Hi havia una estació de tren, operativa entre 1864 i 1966.